# Гундерсен, Эйнар
Эйнар Гундерсен (норв. Einar Gundersen; 20 сентября 1896, Йеллен, Шиен — 29 октября 1962, Тёнсберг) — норвежский футболист, игрок сборной Норвегии. Был центрфорвардом «Одд Гренланд», за который забил более 200 голов. Пятикратный обладатель Кубка Норвегии (1915, 1919, 1922, 1925, 1926). Так же играл в «Сете» в любительской лиге Франции, 18 января 1921 года забил 7 мячей (счет 10:0) в одном из матчей.
За сборную провёл 33 матча, забив 26 мячей (третий бомбардир в истории сборной). Участвовал в Олимпийских играх 1920 года, где норвежцы дошли до четвертьфинала.
После окончания карьеры работал тренером. В 1946 году вернулся в «Одд Гренланд» в качестве тренера молодёжной команды клуба. Был активистом Норвежской рабочей партии.

## Статистика

### Матчи Гундерсена за сборную Норвегии
| Матчи Гундерсена за сборную Норвегии | Матчи Гундерсена за сборную Норвегии | Матчи Гундерсена за сборную Норвегии | Матчи Гундерсена за сборную Норвегии | Матчи Гундерсена за сборную Норвегии | Матчи Гундерсена за сборную Норвегии |
| ------------------------------------ | ------------------------------------ | ------------------------------------ | ------------------------------------ | ------------------------------------ | ------------------------------------ |
| №                                    | Дата                                 | Соперник                             | Счёт                                 | Голы Гундерсена                      | Соревнование                         |
| 1                                    | 17 июня 1917                         | Дания                                | 1:2                                  | —                                    | Товарищеский матч                    |
| 2                                    | 19 августа 1917                      | Швеция                               | 3:3                                  | 2                                    | Товарищеский матч                    |
| 3                                    | 16 сентября 1917                     | Швеция                               | 0:2                                  | —                                    | Товарищеский матч                    |
| 4                                    | 16 июня 1918                         | Дания                                | 3:1                                  | 1                                    | Товарищеский матч                    |
| 5                                    | 15 сентября 1918                     | Швеция                               | 2:1                                  | 2                                    | Товарищеский матч                    |
| 6                                    | 6 октября 1918                       | Дания                                | 0:4                                  | —                                    | Товарищеский матч                    |
| 7                                    | 12 июня 1919                         | Дания                                | 1:5                                  | —                                    | Товарищеский матч                    |
| 8                                    | 29 июня 1919                         | Швеция                               | 4:3                                  | 1                                    | Товарищеский матч                    |
| 9                                    | 31 августа 1919                      | Нидерланды                           | 1:1                                  | —                                    | Товарищеский матч                    |
| 10                                   | 14 сентября 1919                     | Швеция                               | 5:1                                  | 1                                    | Товарищеский матч                    |
| 11                                   | 21 сентября 1919                     | Дания                                | 3:2                                  | 2                                    | Товарищеский матч                    |
| 12                                   | 13 июня 1920                         | Дания                                | 1:1                                  | 1                                    | Товарищеский матч                    |
| 13                                   | 27 июня 1920                         | Швеция                               | 0:3                                  | —                                    | Товарищеский матч                    |
| 14                                   | 28 августа 1920                      | Великобритания                       | 3:1                                  | 2                                    | Олимпийские игры 1920                |
| 15                                   | 29 августа 1920                      | Чехословакия                         | 0:4                                  | —                                    | Олимпийские игры 1920                |
| 16                                   | 26 сентября 1920                     | Швеция                               | 0:0                                  | —                                    | Товарищеский матч                    |
| 17                                   | 25 мая 1921                          | Финляндия                            | 3:2                                  | —                                    | Товарищеский матч                    |
| 18                                   | 19 июня 1921                         | Швеция                               | 3:1                                  | 1                                    | Товарищеский матч                    |
| 19                                   | 18 сентября 1921                     | Швеция                               | 3:0                                  | 1                                    | Товарищеский матч                    |
| 20                                   | 2 октября 1921                       | Дания                                | 1:3                                  | —                                    | Товарищеский матч                    |
| 21                                   | 23 августа 1922                      | Швеция                               | 0:0                                  | —                                    | Товарищеский матч                    |
| 22                                   | 26 августа 1922                      | Финляндия                            | 3:1                                  | 1                                    | Товарищеский матч                    |
| 23                                   | 10 сентября 1922                     | Дания                                | 3:3                                  | 1                                    | Товарищеский матч                    |
| 24                                   | 24 сентября 1922                     | Швеция                               | 0:5                                  | —                                    | Товарищеский матч                    |
| 25                                   | 17 июня 1923                         | Финляндия                            | 3:0                                  | —                                    | Товарищеский матч                    |
| 26                                   | 6 июня 1926                          | Финляндия                            | 5:2                                  | 3                                    | Товарищеский матч                    |
| 27                                   | 9 июня 1926                          | Швеция                               | 2:3                                  | 1                                    | Чемпионат Северной Европы 1924—1928  |
| 28                                   | 19 сентября 1926                     | Дания                                | 2:2                                  | 1                                    | Чемпионат Северной Европы 1924—1928  |
| 29                                   | 26 июня 1927                         | Швеция                               | 3:5                                  | 1                                    | Чемпионат Северной Европы 1924—1928  |
| 30                                   | 23 октября 1927                      | Германия                             | 2:6                                  | 1                                    | Товарищеский матч                    |
| 31                                   | 30 октября 1927                      | Дания                                | 1:3                                  | 1                                    | Чемпионат Северной Европы 1924—1928  |
| 32                                   | 3 июня 1928                          | Финляндия                            | 6:0                                  | 2                                    | Товарищеский матч                    |
| 33                                   | 7 июня 1928                          | Швеция                               | 1:6                                  | —                                    | Чемпионат Северной Европы 1924—1928  |

Итого: 33 матча / 26 голов; 13 побед, 7 ничьих, 13 поражений.